# Lorenzo Moschini
Lorenzo Moschini (22 maggio 1997) è un ex sciatore alpino italiano.

## Biografia
Specialista dello slalom speciale originario di Villanuova sul Clisi e attivo dal novembre del 2013, in Coppa Europa Lorenzo Moschini ha esordito il 17 febbraio 2017 a Oberjoch in slalom gigante (42º), ha colto l'unico podio il 1º febbraio 2019 a Tignes in slalom parallelo (3º) e ha preso per l'ultima volta il via il 14 gennaio 2024 a Berchtesgaden in slalom speciale, senza completare la prova; si è ritirato al termine della stagione 2023-2024 e la sua ultima gara in carriera è stata lo slalom speciale dei Campionati italiani 2024, disputato il 5 aprile a Senales. Non ha debuttato in Coppa del Mondo e non ha preso parte a rassegne olimpiche o iridate.

## Palmarès

### Coppa Europa
- Miglior piazzamento in classifica generale: 103º nel 2023
- 1 podio:
  - 1 terzo posto